# Ca n'Oller de la Guàrdia
Ca n'Oller de la Guàrdia és una obra del Bruc (Anoia) protegida com a bé cultural d'interès local.

## Descripció
Masia de planta quadrada coberta a dues aigües. S'accedeix a l'entrada per un cos lateral de planta baixa i pis cobert amb galeries. És de planta baixa, pis i golfes. La planta baixa és destinada als serveis amb una gran escala que porta al primer pis, lloc d'habitatge, amb una gran sala. Té diverses dependències afegides. Hi ha també una petita capella amb coberta a dues aigües i campanar d'espadanya. Al seu interior s'hi conservava el retaule del S.XVI de Sant Simeó Estilita.

## Història
Està documentada al S.XVIII, l'aspecte actual de la masia respon a aquesta època. És molt probable que ja existís anteriorment. En el límit de la propietat de Ca n'Ollé s'hi troben les ruïnes de l'església romànica de Sant Simeó Estilita.